# Bodrum (district)
Bodrum is een Turks district in de provincie Muğla en telt 105.474 inwoners (2007). Het district heeft een oppervlakte van 656,06 km². Hoofdplaats is Bodrum.
De bevolkingsontwikkeling van het district is weergegeven in onderstaande tabel.
| 1997   | 2000   | 2007    |
| ------ | ------ | ------- |
| 70.845 | 97.826 | 105.474 |

## Gemeenten in het district
Bitez • Göltürkbükü • Gümüşlük • Gündoğan • Konacık • Mumcular • Ortakent Yahşi • Turgutreis • Yalı • Yalıkavak

## Plaatsen in het district
Akyarlar • Bahçeyakası • Çamlık • Çömlekçi • Dağbelen • Dereköy • Gökpınar • Gürece • Güvercinlik • İslamhaneleri • Kemer • Kumköy • Mazıköy • Peksimet • Pınarlıbelen • Tepecik • Sazköy • Yakaköy • Yeniköy
Bodrum · Dalaman · Datça · Fethiye · Kavaklıdere · Köyceğiz · Marmaris · Milas · Muğla · Ortaca · Ula · Yatağan